# Víbora-rinoceronte
Bitis nasicornis é uma espécie de víbora pertencente ao gênero Bitis, parte de uma subfamília conhecida como "víboras bufadoras", encontrada nas florestas da África Ocidental e Central. Esta víbora de grande porte é conhecida por sua coloração marcante e pelos proeminentes "chifres" nasais. Atualmente, não são reconhecidas subespécies. É conhecida pelo nome comum víbora-rinoceronte. Como todas as outras víboras, é venenosa.

## Nomes comuns
Historicamente, esta espécie é chamada de víbora rinoceronte (por exemplo, em alemão Nashornviper, em francês Vipère rhinocéros), mas isso gerou confusão após a reclassificação da espécie próxima Bitis rhinoceros.

## Descrição

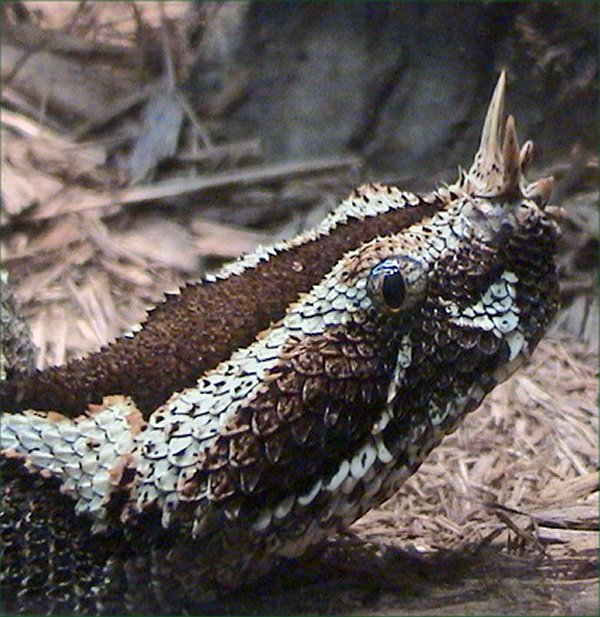
Detalhe da cabeça

Grande e robusta, possui um comprimento total (corpo + cauda) que varia de 72 a 107 cm. Spawls e colaboradores (2004) mencionaram um comprimento total máximo de 120 cm, mas destacaram que isso é excepcional, citando um comprimento médio de 60 a 90 cm. O explorador Harry Johnston (1858 – 1927) menciona em seu livro Liberia (1906) que as adultas da espécie B. nasicornis e B. gabonica atingem entre 120 e 150 cm na Libéria. Ele também afirma que, no caso da B. nasicornis, os filhotes ao nascer têm cerca de 30 cm, o que é 20 a 65 por cento maior do que o comprimento médio ao nascer indicado por Spawls (2004): 18 a 25 cm. As fêmeas crescem mais que os machos.
A cabeça é estreita, achatada, triangular e relativamente pequena em comparação com o resto do corpo. O pescoço é fino. Possui um conjunto característico de duas ou três escamas semelhantes a chifres na ponta do nariz, sendo o par frontal frequentemente bastante longo. Os olhos são pequenos e posicionados bem à frente. As presas não são grandes, raramente ultrapassando 1,5 cm de comprimento.
No meio do corpo, há 31 a 43 fileiras de escamas dorsais. Essas escamas são tão ásperas e fortemente quilhadas que, por vezes, causam cortes nos manipuladores quando as serpentes se debatem. Há 117 a 140 escamas ventrais e a escama anal é única. Mallow e colaboradores (2003) relataram que o número de subcaudais varia de 16 a 32, com machos apresentando uma contagem maior (25–30) do que fêmeas (16–19). Spawls et al. (2004) afirmaram que há 12 a 32 subcaudais, pareadas, com os machos tendo números mais altos.

O padrão de cores consiste em uma série de 15 a 18 marcas oblongas azuis ou verde-azuladas, cada uma com uma linha amarelo-limão no centro. Essas marcas são cercadas por manchas romboides pretas e irregulares. Uma série de triângulos vermelho-escuros percorre os flancos, com bordas estreitas verdes ou azuis. Muitas das escamas laterais têm pontas brancas, conferindo à serpente uma aparência aveludada. O topo da cabeça é azul ou verde, com uma marca distinta em forma de seta preta. A barriga varia de verde opaco a branco sujo, fortemente marmoreada e manchada em preto e cinza. Espécimes ocidentais são mais azuis, enquanto os orientais são mais verdes. Após a troca de pele, as cores vibrantes desbotam rapidamente, pois o lodo de seu habitat geralmente úmido se acumula nas escamas ásperas.

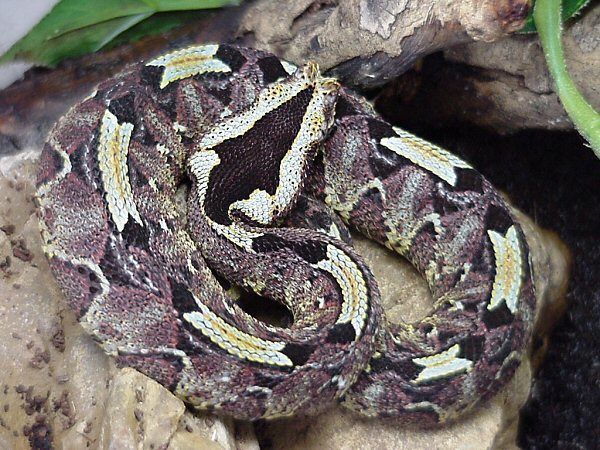
Padrão azul-esverdeado vívido em um espécime jovem
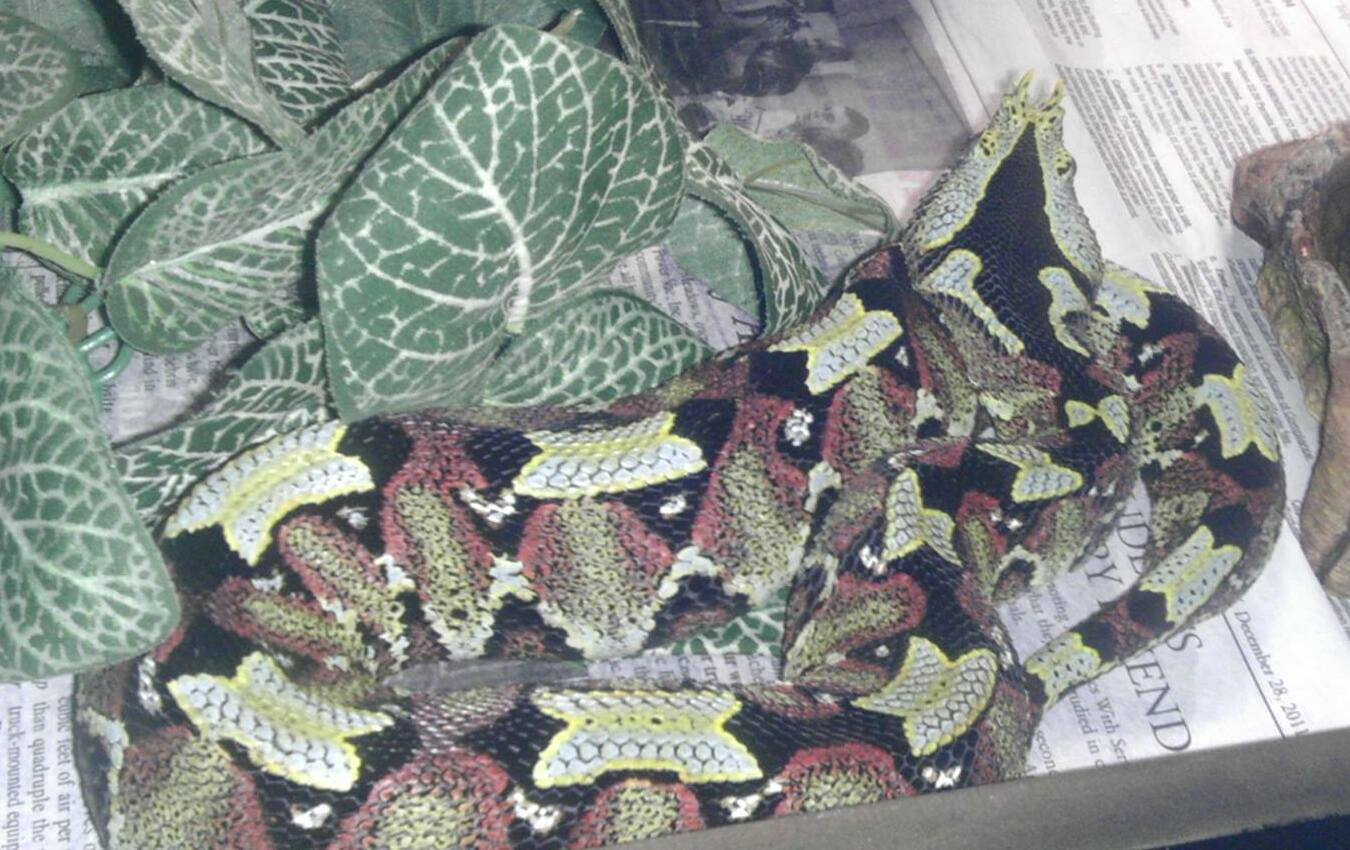
Padrão azul-esverdeado vívido em um espécime adulto
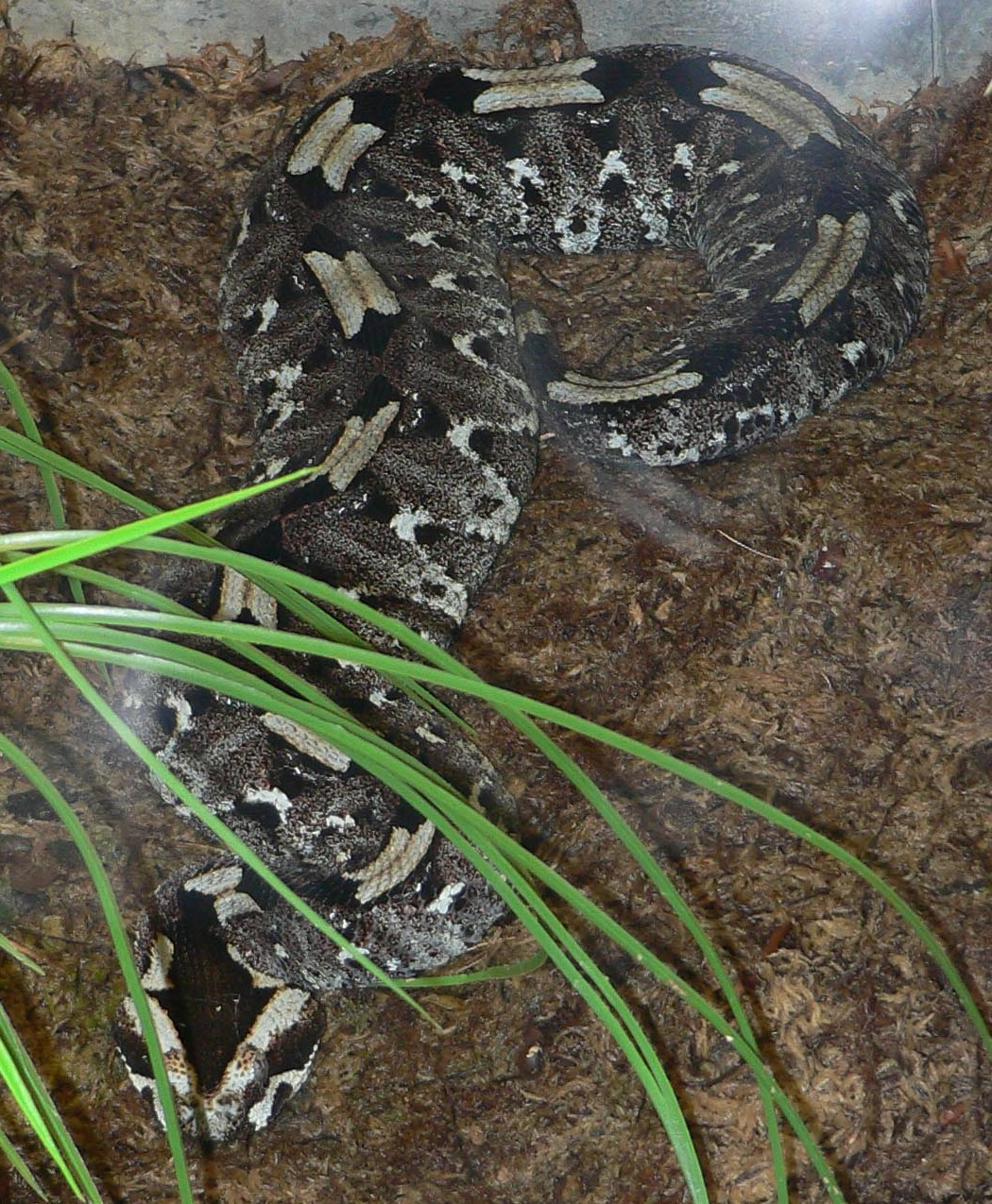
Padrão azul-esverdeado suave
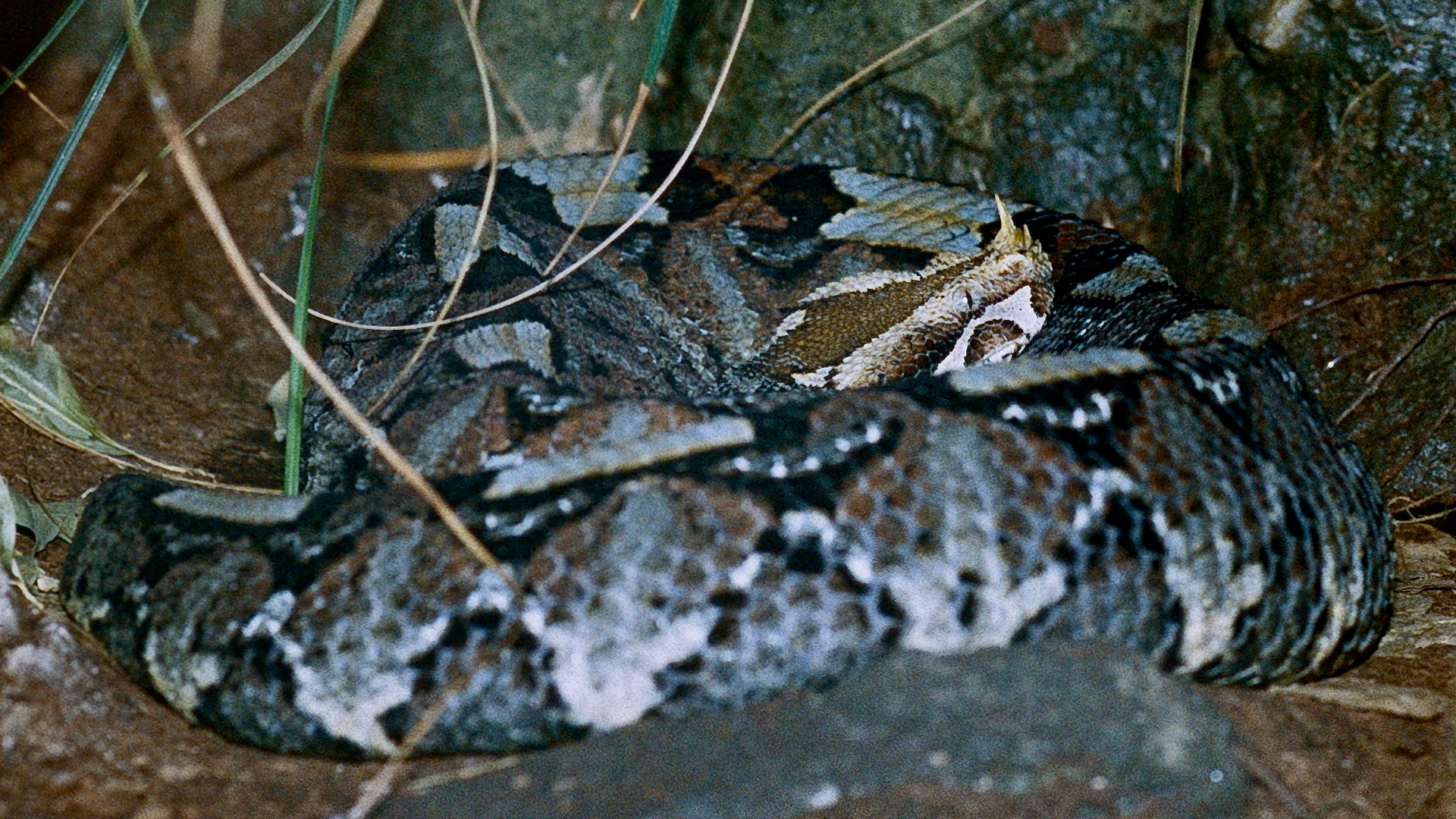
Adulto com padrão azul vivo

## Distribuição e habitat

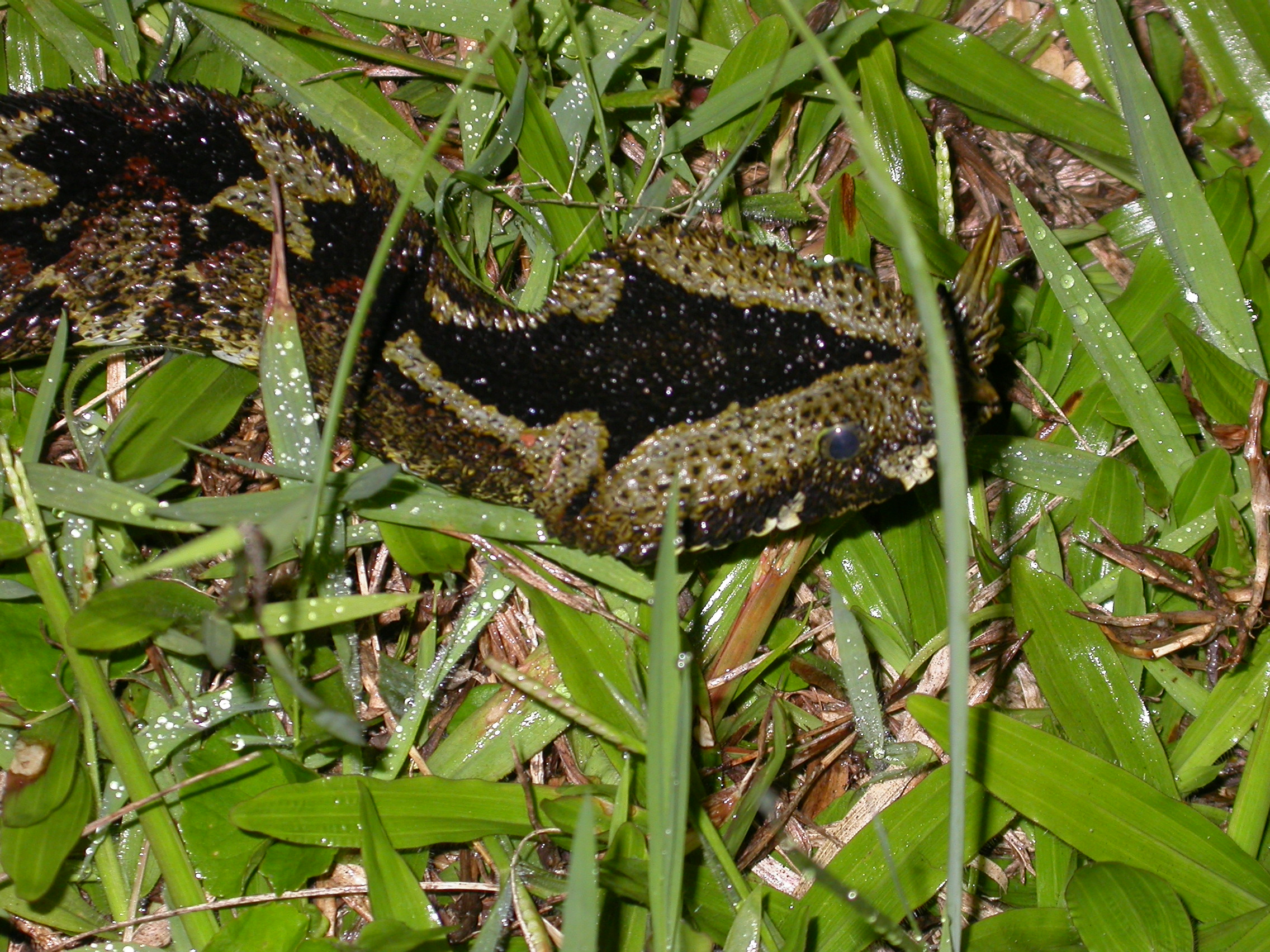
B. nasicornis no Parque Nacional de Kibale, Uganda

B. nasicornis é encontrada do sul da Guiné, Serra Leoa e Libéria até Gana, na África Ocidental, e na África Central, na República Centro-Africana, sul do Sudão, Camarões, Gabão, República do Congo, República Democrática do Congo, Angola, Ruanda, Uganda e oeste do Quênia. A localidade-tipo é descrita apenas como "partes interiores da África".
Ocorre principalmente em áreas florestais, raramente se aventurando em bosques arborizados. Sua distribuição é, portanto, mais restrita do que a da B. gabonica.

## Comportamento
Primariamente noturna, esconde-se durante o dia em serrapilheira, buracos, ao redor de árvores caídas ou raízes entrelaçadas de árvores florestais. Sua coloração vívida proporciona excelente camuflagem nas condições de luz difusa do chão da floresta, tornando-a quase invisível. Embora seja principalmente terrestre, também é conhecida por escalar árvores e arbustos, sendo encontrada até 3 m acima do solo. Esse comportamento de escalada é auxiliado por uma cauda parcialmente preênsil [en]. Por vezes, é encontrada em poças rasas e foi descrita como uma nadadora poderosa.
É lenta, mas capaz de atacar rapidamente, para frente ou para os lados, sem se enrolar primeiro ou dar aviso. Segurá-la pela cauda não é seguro; como a cauda é parcialmente preênsil, ela pode usá-la para se impulsionar para cima e atacar.

É descrita como uma criatura geralmente plácida, menos que a B. gabonica, mas não tão mal-humorada quanto a B. arietans. Quando abordada, frequentemente revela sua presença com um sibilo, considerado o mais alto entre as serpentes africanas, quase um grito. Essas víboras também produzem um som de sibilo pelo nariz como parte de sua função respiratória.

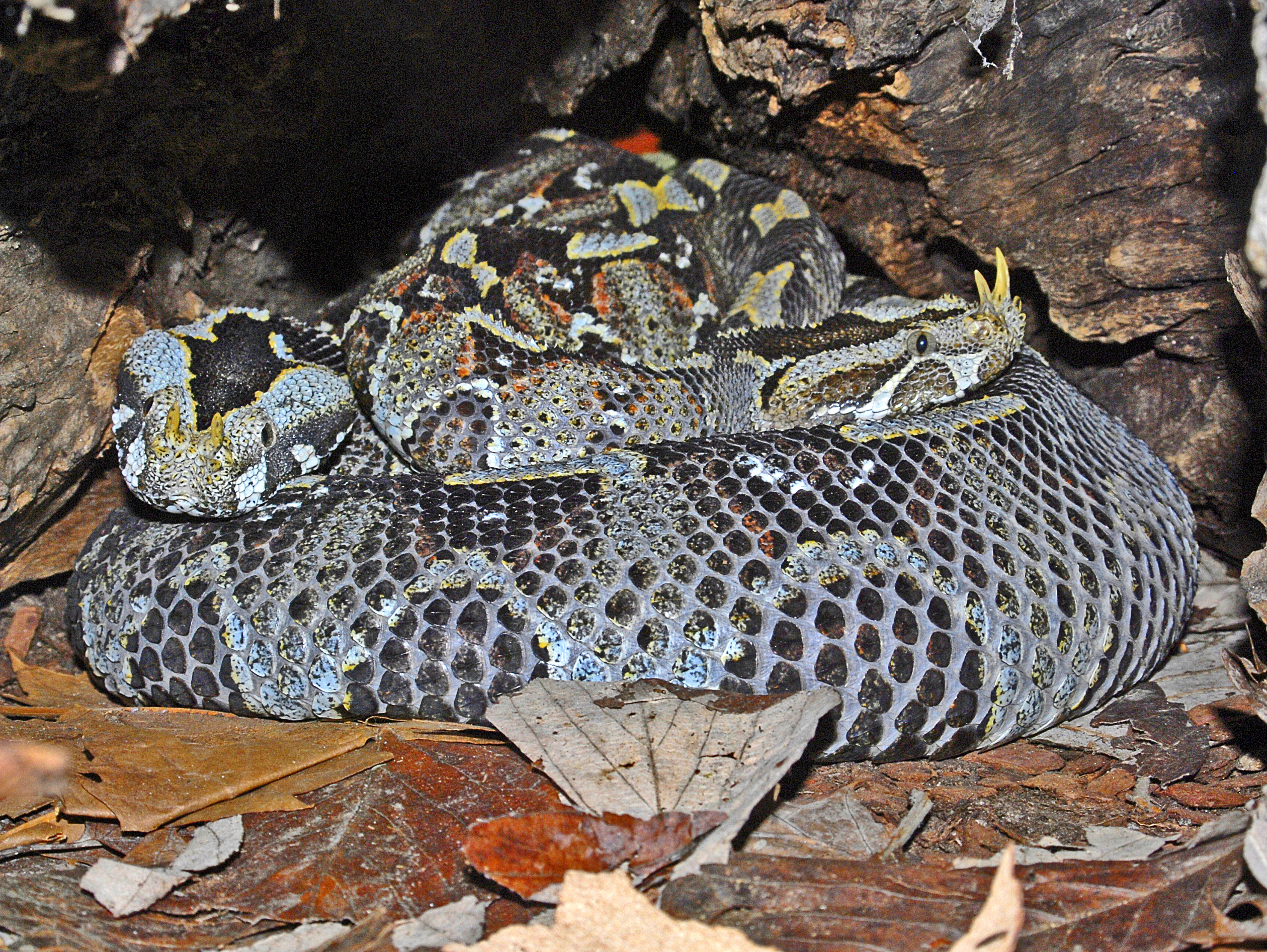
Duas B. nasicornis escondidas sob a raiz da árvore
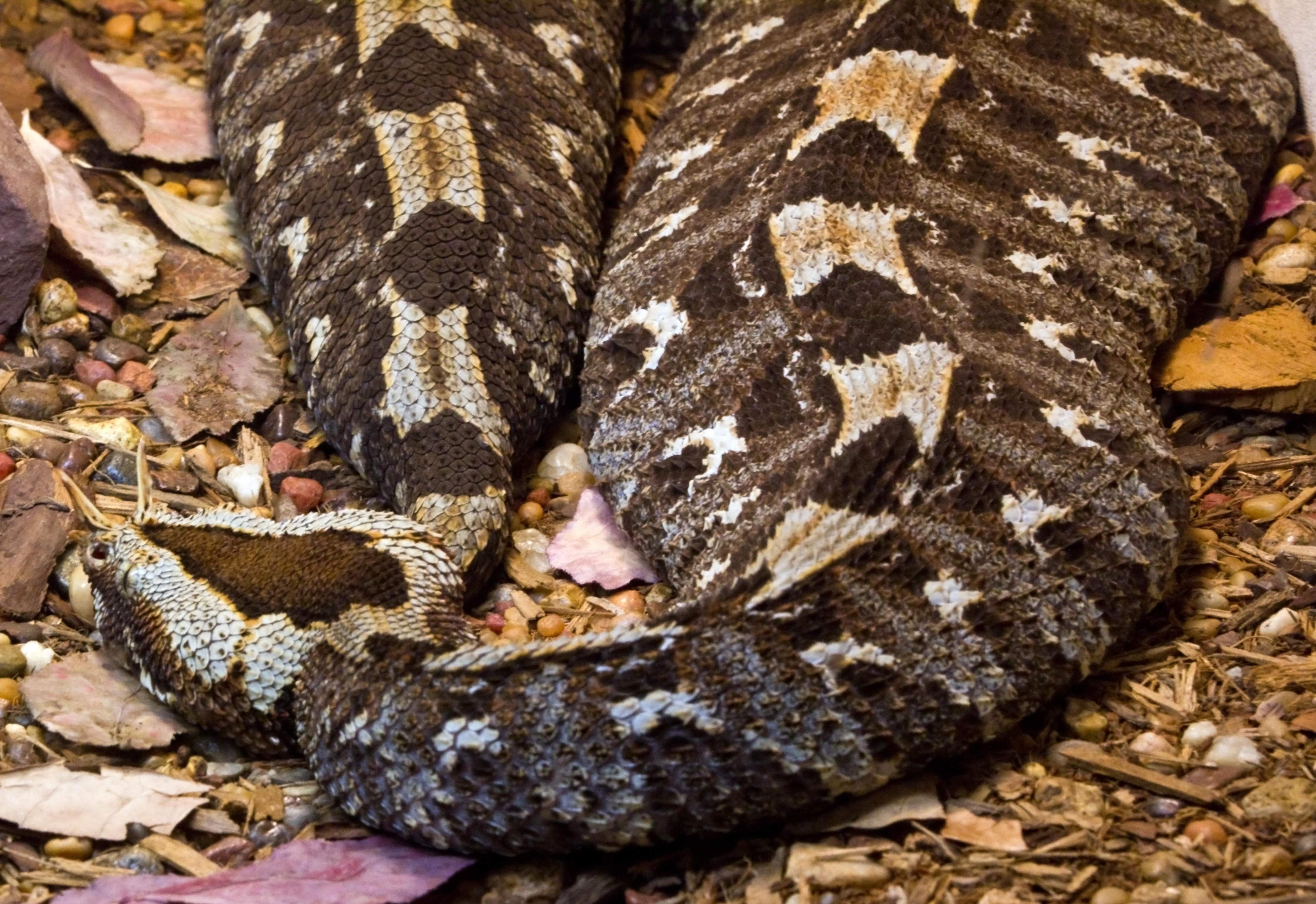
B. nasicornis totalmente adulta descansando achatada no zoológico de Cincinnati, EUA
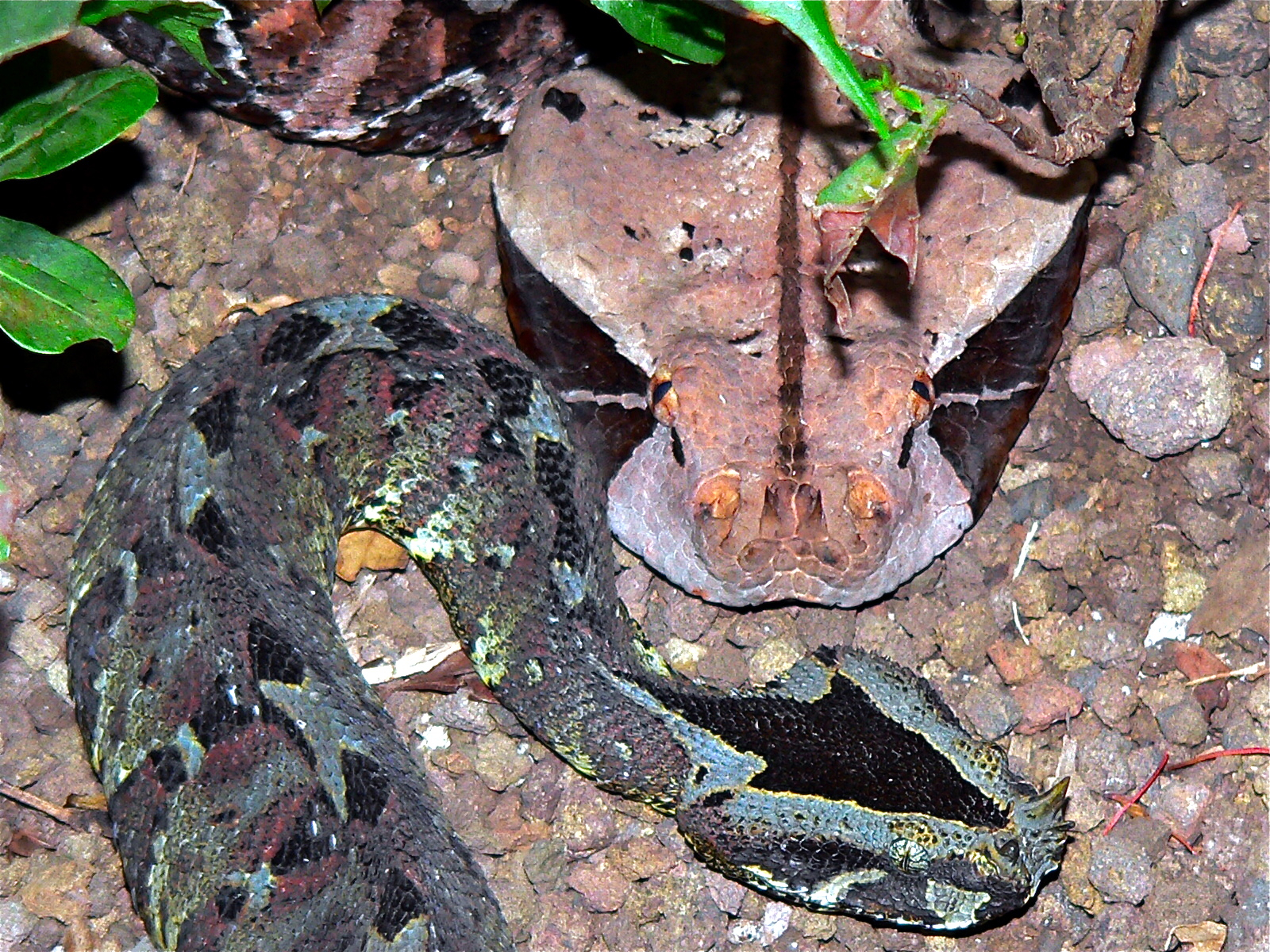
B. nasicornis mantida em cativeiro com uma B. gabonica

## Alimentação
Prefere caçar por emboscada, provavelmente passando grande parte de sua vida imóvel, esperando que a presa passe por ela. Froesch (1967) descreveu um espécime em cativeiro que raramente saía de sua caixa de esconderijo, mesmo quando faminto, e uma vez esperou três dias para que um rato vivo entrasse em sua caixa antes de atacar. Alimenta-se principalmente de pequenos mamíferos, mas em habitats de zonas úmidas, também é conhecida por consumir sapos, rãs e até peixes. Um espécime em cativeiro de longo prazo, regularmente alimentado com ratos e rãs mortos, sempre segurava a presa por vários minutos após o ataque antes de engoli-la. Geralmente, alimenta-se de presas menores do que a Bitis gabonica.

## Reprodução

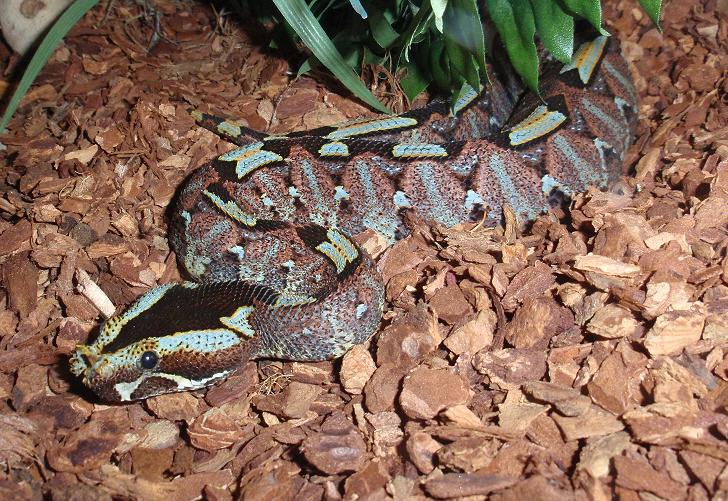
B. nasicornis juvenil

Como a maioria das víboras, Bitis nasicornis é vivípara (produz seus filhotes vivos). Na África Ocidental, a espécie dá à luz entre 6 e 38 filhotes em março-abril, no início da estação chuvosa. Cada neonato mede de 18 a 25 cm a cerca de 30 cm de comprimento total ao nascer. Na África Oriental, a temporada de reprodução é indefinida.

## Veneno
Pequenas doses do veneno, que é principalmente hemotóxico, podem ser letais. Diferentemente da B. gabonica, que utiliza uma quantidade consideravelmente maior de veneno, a Bitis nasicornis possui veneno tanto neurotóxico quanto hemotóxico, como a maioria das serpentes venenosas. O veneno hemotóxico é muito mais predominante. Esse veneno ataca o sistema circulatório da vítima, destruindo tecidos e vasos sanguíneos. Também ocorrem hemorragias internas.
Quando não estão em uso, as presas da B. nasicornis ficam dobradas no céu da boca. A serpente tem a capacidade de controlar o movimento de suas presas. Quando abre a boca, isso não significa necessariamente que as presas serão desdobradas. As presas penetram profundamente na vítima, e o veneno flui através das presas ocas para a ferida.
Devido à sua distribuição geográfica restrita, poucas mordidas foram relatadas. Não há estatísticas disponíveis.
Sabe-se relativamente pouco sobre a toxicidade e a composição do veneno. Em camundongos, a dose letal intravenosa (LD50) é de 1,1 mg/kg. O veneno é supostamente ligeiramente menos tóxico que os de B. arietans e B. gabonica. O rendimento máximo de veneno úmido é de 200 mg. Um estudo relatou que esse veneno tem o maior valor de LD50 intramuscular (8,6 mg/kg) entre cinco venenos de víboras testados (B. arietans, B. gabonica, B. nasicornis, Daboia russelii e Vipera aspis). Outro estudo mostrou pouca variação na potência do veneno dessas serpentes, seja ordenhado uma vez a cada dois dias ou a cada três semanas. Em coelhos, o veneno é aparentemente um pouco mais tóxico que o de B. gabonica.
Em poucos relatos detalhados de envenenamento humano, foi descrito um inchaço maciço, que pode levar à necrose. Em 2003, um homem em Dayton, Ohio, que mantinha um espécime como animal de estimação, foi mordido e morreu posteriormente. Pelo menos um soro antiofídico protege especificamente contra mordidas desta espécie: India Antiserum Africa Polyvalent.

## Leitura complementar
- Boulenger GA. 1896. Catalogue of the Snakes in the British Museum (Natural History). Volume III., Containing the...Viperidæ. London: Trustees of the British Museum (Natural History). (Taylor and Francis, printers.) xiv + 727 pp. + Plates I.- XXV. (Bitis nasicornis, pp. 500–501.)
- Froesch VP. 1967. Bitis nasicornis, ein Problem-Pflegling? Aquar. U. Terrar. Z. 20: 186–189.
- Shaw G. 1792. The Naturalist's Miscellany. Volume III. London: F.P. Nodder & Co. (Coluber nasicornis, Plate XCIV.)